# Regimento de Engenharia de Göta
O Regimento de Engenharia de Göta (em sueco Göta ingenjörregemente), também designado pela sigla Ing 2, é uma unidade de engenharia do Exército da Suécia estacionada na pequena cidade de Eksjö, no Sul da Suécia.

## Organização
Este regimento é composto por dois batalhões de engenharia.

O pessoal da base é constituído por 203 oficiais profissionais, 164 sargentos e praças permanentes, 198 sargentos e praças temporários, 27 funcionários civis e 240 oficiais da reserva.